# التسلسل الزمني لتاريخ وهران
أهم التواريخ التي مرت بها مدينة وهران الجزائرية.

## تحت الاحتلال الفرنسي

### القرن 19
- 1830 : المدينة بها أزيد من 10 آلاف نسمة تحت الحكم العثماني إلى غاية 14 ديسمبر تاريخ الاحتلال الفرنسي للمرسى الكبير.
- 1831 :
  - 4 يناير المدينة تحت السيطرة الفرنسية بقيادة الجنرال الكونت دنيس دامريمون.
  - تدمير كل البيوت التي تخفي الجهة الشرقية بين شاطنوف وقلعة سانت فيليب وأكواخ راس العين مخافة من الهجمات والكمائن
- 1835 - 1837 الاتفاقيات الموقعة مع الأمير عبد القادر تبقي مدينة وهران خارج سيطرته.
- 1841 : الجنرل لامورسيار يبعد الجزائريين عن ساحة كليبر (Kléber) حتى تبقى المدينة أوروبية صرفة.
- 1844 : صدور أول عدد من جريدة الجهوية Écho d’Oran (صدى وهران)
- 1845 :
  - الجنرل لامورسيار يستحدث أول حي لأجانب والملونين سمي لاحقا village-nègre. ليسكنه لاحقا في 1880 سكان أطراف المدينة من الجزائريين ويصبح الحي يدعى المدينة الجديدة.
  - انجاز مستشفى بودانس (بالفرنسية: Baudens) أول مستشفى عسكري وفتح للعامة سنة 1849.
- 1847
  - نهاية ثورة الأمير عبد القادر وخروجه للمنفى.
  - الكوليرا تصيب المدينة بعد عدة أشهر من الجفاف
  - 1 يناير: قدوم 47300 فرنسي من الألزاس وفوج ودوفين جنوب فرنسا و 31 ألف إسباني و 8800 مالطي و 8200 إيطالي و 8600 سويسري ألماني.

بداية من 1848 تصبح وهران ولاية. يستحدث حوض في الميناء القديم وينشأ مستشفى مدني
- 1849 :
  - بين 11 أكتوبر—17 نوفمبر، 1817 حالة الوفاة مسجلة في الحالة المدنية بوهران نتيجة للكوليرا.
  - بناء تمثال العذراء طلبا للحماية من الكوليرا
- 1851 :30258 هو عدد سكان وهران
- 1856 بقرار من نابوليون 3، إنشاء قرية لورمل (العامرية)
- 1857 : افتتاح محطة السكك الحديدية بوهران بموجب مرسوم الإمبراطوري. وخط سكك حديدية بين الجزائر—وهران في 8 أبريل.
- 1859 قدوم يهود تطوان.
- 1860 :
  - بناء كازينو Bastrana، وقد استعمل لأكثر من قرن من الزمان كمسرح وقاعة احتفالات.
  - بناء سوق مغطى بجانب ساحة سمي بسوق وساحة كرقينطا (ساحة زدور إبراهيم حاليا) وقد تعرض السوق إلى حريق سنة 1986 أزيل على إثره ويرتفع على مساحة حاليا مركز تجاري دولي تحت لم يفتتح بعد.
- 1865
  - الإمبراطور نابليون الثالث ينزل بفندق Hôtel de la Paix، واحد من أكبر الفنادق في المدينة.
  - نابليون الثالث يمنح الجنسية الفرنسية لليهود والمسلمين. لكن المرسوم أثار حفيظة المعمرين. وفي 24 أكتوبر 1870 ينمح مرسوم كريمو 37 ألف يهودي الجنسية الفرنسية.
- 1866 : 25 يوليو، وإنشاء أبرشية وهران.
- 1871 موجة عداء لليهود خلال الانتخابات وعبر الجرائد
- 1873 تنصيب تمثال العذراء على البرج.
- 1876 : 45640 ساكن بوهران

مصنع الاسمنت بزهانة على بعد 32 كم من وهران هو أول مصنع كبير للصناعة الوهرانية.
- 1880
  - بناء La Maison Bastos مصنع تبغ.
  - البدء في بناء كنيس وهران
- 1881 ظهور حافلات النقل التي يجرها حصانان
- 1885 63929 ساكن بوهران
- 1886 افتتاح مقر البلدية
- 1887 ثانوية لامورسيار (ثانوية باستور حاليا) تفتح أبوابها.
- 1890 توسع مدينة وهران شرقا إنشاء أحياء جديدة مثل سانت أنطوان - اكميل - بولانجي - سان ميشال - ميرامار - سان بيار - سانت أوجان - غمبيطا
- 1896 80981 ساكن بوهران. تواجد مقاطعة وهران 11820 مغربي من أصل 15524 بكامل الجزائر.
- 1897 ميلاد أقدم نادي كرة قدم أفريقي وعربي: Club Athlétique Liberté d’Oran (CAL Oran)
- 1899 ظهور عربات ترام كهربائية عبر سكك حديدة تربط وهران بحمام بوحجر على بعد 21 كم من عين تموشنت.

### الحرب العالمية الثانية
- 1940
  - 3 يوليو: الأسطول الفرنسي المتمركز بالمرسى الكبير يتعرض لقصف من الأسطول البريطاني القادم من جبل طارق ويفقد 3 طرادات و 1200 بحار.
  - 6 يوليو: البحرية الفرنسية تعلن عن 1297 فقيد (دفنوا بمقبر المرسى الكبير) و 351 مصاب.
- 1941
  - 14 يناير: ألبير كامو الحائز على جائزة نوبل في الأدب يستقر بعد زواجه في شقة بوهران في شارع أرزيو (حاليا شارع العربي بي مهيدي).
  - حكومة فيشي تفرض على اليهود تحديدا في عدد مقاعد.
- 1942
  - 8 نوفمبر تمهيدا لغزو إيطاليا، انزال القوات البريطانية والأمريكية في أرزيو وعلى شواطئ الأندلسيات. القوات التابعة لنظام فيشي قامت بإطلاق النار انطلاقا من GAMBETTA.
  - 10 نوفمبر، وهران تقع في يد قائد القوات الأمريكية ايزنهاور رئيس الولايات المتحدة لاحقا. عرفت السنة بعام البون نظرا للبؤس الذي يضرب وهران.
  - نزوح لسكان جهة الوهراني الشرقية لمدينة وهران سموا لاحقا الشراقى.
  - فتح مقبرة جهة البحيرة الصغيرة (بالفرنسية: Petit-Lac) لقتلى الحلفاء في الحرب العالمية الثانية.
  - تعيين بلاوي الهواري في ميناء وهران والذي اشتهر بأدائه للأغنية الوهرانية وبالنضال أيضا.
- 1943 :
  - من السنوات السوداء للحرب العالمية الثانية. كان الطعام قليل ونادر والرعاية عشوائية في مواجهة الأوبئة الكبيرة، مثل التيفوس.
  - الرئيس فرانكلين ديلانو روزفلت ينزل من البارجة USS Iowa (BB-61) بميناء المرسى الكبير، في طريقه لمؤتمر طهران، ليستقل طائرة من مطار السانيا.
  - تأسيسمقهى الوداد أنشاؤه مجموعة من النشطاء الوطنيين في وسط الشطر الأوروبي من وهران. وسوف يكون له دور هام في تنمية الحس الوطني في الجزائر. بمرور الوقت، أصبح مركزا لتجميع الأحزاب التي تمثل الاتجاهات المختلفة آنذاك.
- 1945
  - 8 مايو احتفالات في جميع أنحاء العالم بنهاية الحرب العالمية الثانية في أوروبا.
  - تنظيم عدة مباريات في الملاكمة للمحترفين والهواة بمدينة وهران. شارك فيها بوب عمر وهواري قوديح وحسين خليفة وبشير شراكة والإخوة صبان الثالثة.
  - 9 مايو تأسيس نادي سبورتينج مديوني وهران SCM Oran لكرة القدم.
  - 11 مايو اعتقالات في صفوف الوطنيين من كافة الأطياف على خلفية أحداث 8 مايو بسطيف وقالمة.
  - انجاز أول طريق التفافية للمدينة تنطلق من عيادة خوان.
- 1946
  - في الربيع، تغزو المدينة أسراب من الجراد وسمي ذلك عام بعام الجراد
  - بناء ملعب الذي حمل اسم Vincent Monréal ولاحقا سمي ملعب الحبيب بوعقل
  - 14 مايو تأسيس نادي مولودية وهران
- 1947 : تصاب المدينة بالطاعون. الحدث الذي ألهم البير كامو لكتابة روايته الشهيرة La Peste
- 1948
- 352٬721 هو عدد سكان وهران. ذوي الأصول الإسبانية يشكلون 65% من مجموع الأوروبيين ويفوق عددهم الجزائريين. بهذا صارت وهران أكثر مدن الجزائر أوروبية.[1]
  - بناء دار الشاقوري بطراز معماري إسباني موريسكي جميل.
  - في عيد الفصح اليهودي في شهر أبريل، وقوع اشتباكات عند خروج اليهود من المقبرة اليهودية بحي المدينة الجديدة على خلفية الأحداث الواقعة في فلسطين.
- 1949 :
  - إنجاز شرفة واجهة البحر التي تشتهر بها وهران
  - شهر أبريل: بفندق وهران (فندق باريس). أعد أحمد بن بلة وحسين أيت أحمد المناضلين في حزب الشعب الجزائري (بالفرنسية: Parti du peuple algérien : PPA) لهجوم على بريد وهران برفقة حمو بوتليليس.
- 1950 : تحويل قاعة السينما المشهورة Grand Casino إلى مرأب (garage de la Paix).
- 1952 : يوليو، تزويد مدينة وهران بالمياه العذبة في الحنفيات.
- 1953 :
  - 415٬299 هو عدد سكان وهران.
  - افتتاح السوق الكبير سيدي عقبة بالحي الشعبي المدينة الجديدة.

## حرب التحرير
- 1954 :
  - 457972 هو عدد سكان مدينة وهران.
  - 1 نوفمبر اندلاع الثورة التحريرية.
  - 6 نوفمبر اعتقال النشط السياسي زدور محمد إبراهيم قاسم بعد فترة من عودته من الدراسة في مصر واختفاؤه منذ ذلك التاريخ.
  - تولي العربي بن مهيدي زمام الولاية الخامسة إلى غاية سنة 1957 عندما خلفه بوصوف.
  - أحمد زبانة يعين مسؤولا عن منطقة زهانة مكلف بالتحضير للثورة بالسلاح والرجال.
  - 8 نوفمبر اندلاع معركة غار بوجليدة بالقعدة إثرها تم اعتقال أحمد زبانة بعد اصابته.
  - افتتاح مذبح بلدي بالمنطقة الصناعية لسانت أوبير (حي السلام حاليا).
- 1956
  - استغلال حلبة وهران لتوزيع الفرقة العسكرية الفرنسية إلى غاية الاستقلال.
  - فبراير: جبهة التحرير تعلن إضرابا شاملا. ظهرا في وهران جليا في توقف عمال الميناء.
  - مايو: مقاطعة كل المسابقات التي ينظمها الاحتلال الفرنسي. وبالمقابل نظمت جبهة التحرير مسابقات بين الأحياء الشعبية ومدن الجوار.
  - 2 أكتوبر: وقوع عربات للجيش الفرنسي في جبل عمور في كمين للمجاهدين استمر أكثر من أسبوع متنقلا تحت تأثير القصف الجوي.
- 1957
  - انضمام أحمد وهبي للفرقة الموسيقية لجبهة التحرير التي كانت تجول في بعض الدول.
  - اختطاف حمو بوتليليس قبل إطلاق سراحه من قترة سجن دامت 8 سنوات بسبب نشاطه السياسي واختفى.
- 1958
  - 28 يناير إعدام شريط على الشريف بالمقصلة وكان آخر من أعدم بها. وقد كان شريط من نفس منطقة زبانة الذي كان أول محكوم عليه بالإعدام.
  - إنجاز الملعب البلدي لوهران وحمل اسم "Henri Fouquès-Duparc" (حاليا يسمى ملعب أحمد زبانة). وقد شهد افتتاحه مباراة بين فريق ريال مدريد (بطل أوروبا آنذاك) وفريق نادي ستاد ريمس (بطل فرنسا). حمل الملعب بعد ذلك اسم ملعب 19 جوان ثم أحمد زبانة.
  - 13 مايو الجنرال ديغول يطلق خطابه الشهير «لقد فهمتكم» (بالفرنسية: "Je vous ai compris").
  - 6 يونيو الجنرال ديغول يزور وهران
- 1959
  - عدد سكان وهران يبلغ 370 ألف نسمة.
  - الجنرال ديغول يجري حوار صحفيا مع مدير جريدة صدى وهران (بالفرنسية: L’Écho d’Oran)
  - مخطط تجميع وهران لسنة 1959 يرمي لاتساع المدينة نحو الشرق. وقد تم الحاق الضواحي كجمبيطا وسانت أوجين ولامير (الحمري) وبولانجي ومرفال وشوبو.
- 1960
  - بناء قصر الرياضات والذي دشنه رئيس بلدية وهران.
  - ظهور أول الحواجز
- 1961 :
  - ظهور الجيش السري OAS.
  - بلوغ عدد سكان وهران 400 ألف نسمة حسب الإحصائيات. بينهم 220 ألف أوروبي و 180 ألف مسلم.
  - اعلان حظر للتجول ابتداء من ساعة 9 ليلا في ظل صراعات دامية بين OAS وجبهة التحرير.
- 1962
  - 19 مارس اعلان وقف إطلاق النار.
  - ارتفاع وتيرة التفجيرات جيش OAS
  - 5 يوليو نهاية الاحتلال الفرنسي

## بعد استقلال الجزائر
- 1962

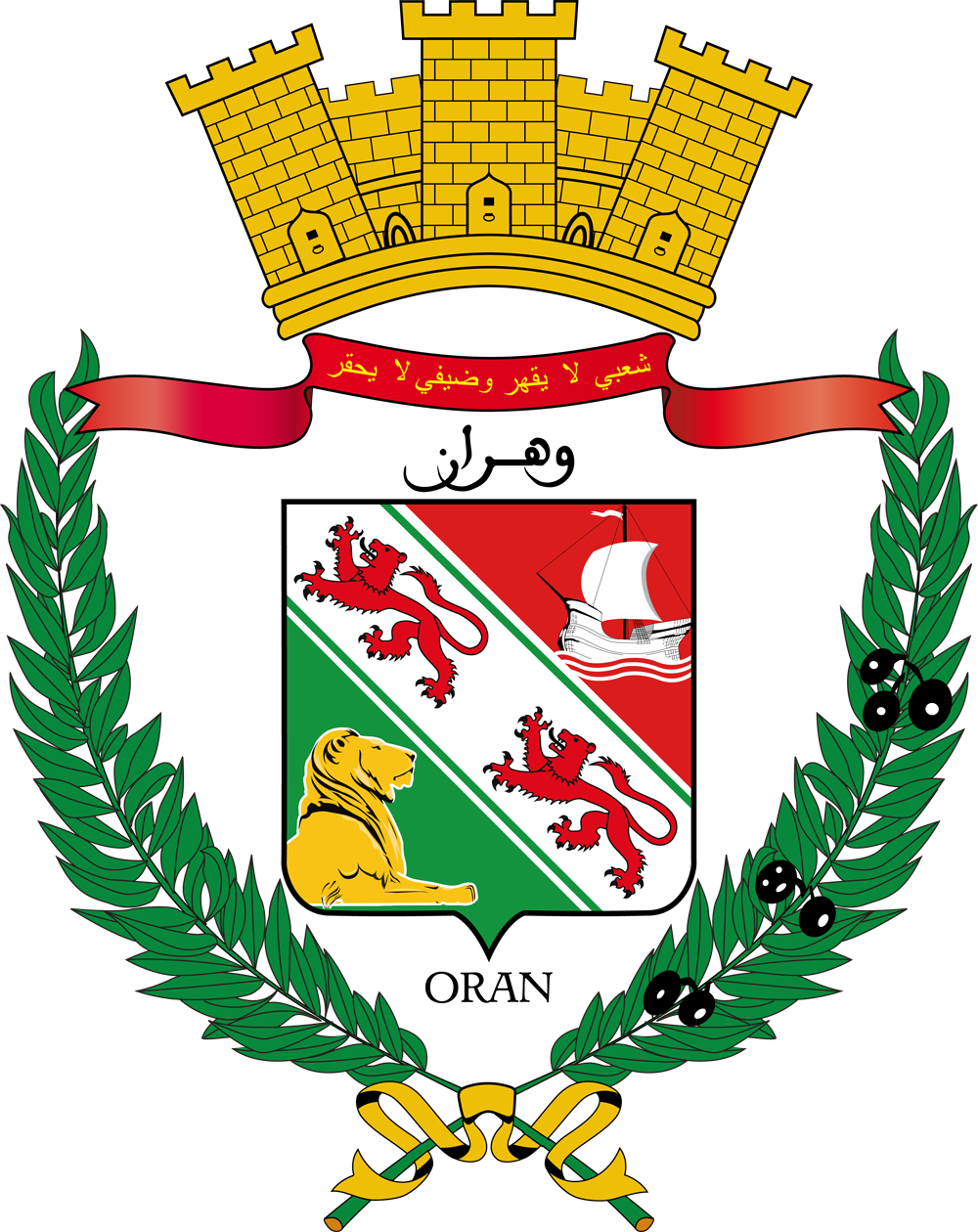
الشعار الحالي لمدينة وهران بعد الاستقلال

  - 5 يوليو استقلال الجزائر عن فرنسا. وقوع بعض الأعمال الانتقامية.
  - فرنسا تطلب كراء قاعدة المرسى الكبير لفترة 15 سنة.
  - سبتمبر، انتخاب أحمد بن بلة رئيسا للبلاد.
  - انتخاب صغير بن علي رئيسا لبلدية وهران وقد سبقه إبراهيم طيب مختار (سي مختار المهاجي)
  - تأسيس مدرسة الفلاح
- 1963
  - نادي سبورتينج مديوني وهران أول بطل للرابطة الجهوية لكرة القدم بعد الاستقلال (1962/1963)
- 1964: نادي الاتحاد الرياضي لوهران ثاني بطل للرابطة الجهوية لكرة القدم بعد الاستقلال (1963/1964)
- 1965
  - 17 يونيو، الملعب البلدي (ملعب أحمد زبانة حاليا) يحتضن مباراة ودية بين منتخب الجزائر لكرة القدم ونظيره البرازيلي بحضور 60٬000 متفرج على رأسهم أحمد بن بلة رئيس الدولة (لاعب أولمبيك مارسيليا سابقا).
  - 19 يونيو، انقلاب بقيادة هواري بومدين يطيح بالرئيس الحالي أحمد بن بلة.
- 1968 : خروج القوات الفرنسية من القاعدة المرسى الكبير العسكرية.
- 1969 : في يوم الجمعة 17 أكتوبر توفي العالم الجليل سي الطيب المهاجي ودفن في مقبر مول الدومة (بلانتور). وقد ترك خلفه إرثا كبيرا من أعمال تناولت التاريخ واللغة والعلوم الدينية.
- في سبعينيات القرن العشرين، تحولت مدينة أرزيو إلى قطب نفطي وميناء لتصدير المحروقات.
- 1971: نادي مولودية وهران لكرة القدم هو أول فريق يفوز ببطولة الجزائر لموسم 1970 - 1971.
- 1975 :
  - تحويل كنيس وهران العظيم إلى مسجد حمل اسم عبد الله بن سلام الصحابي الجليل الذي اعتنق الإسلام بعد أن كان من أشراف يهود يثرب. أول إمام للمسجد ولمدة 17 سنة هو الشيخ الزبير عبد القادر.
  - 1 يونيو، التقسيم الإداري الجديد يقلص من مساحة ولاية وهران لتصبح أصغر ولاية جزائرية.
  - 19 يونيو، نادي مولودية وهران لكرة القدم هو أول فريق يفوز بكأس الجزائر.
- 1978 : في 27 ديسمبر توفي رئيس الجزائر هواري بومدين.
- 1979 : 7 فبراير اختيار الشاذلي بن جديد رئيسا جديدا.
- 1985 : تحويل كاتدرائية وهران (Sacré-Cœur) إلى مكتبة بلدية.
- 1985 : تنظيم أول طبعة لمهرجان أغنية الراي بوهران.
- 1986 :
  - بناء حديقة ملاهي باسم جنة الأحلام.
  - انهيار أسعار النفط يضع نهاية لسياسة افتصادية اجتماعية.
- 1988
  - 5 أكتوبر اندلاع أحداث شغب وتخريب في كامل الجزائر.
  - بداية مسار سياسي تعددي جديد
- 1989 : في سبتمبر تم اعتماد دستور جديد يفتح الساحة السياسية للأحزاب سياسية.

## العشرية السوداء
- 1991: في شهر ديسمبر، إعلان فوز الفيس بالدور الأول من الانتخابات التشريعية.
- 1992:
  - 11 يناير، الرئيس الشاذلي بن جديد يعلن استقالته في خطاب مذاع على التلفزيون.
  - 14 يناير تولي محمد بوضياف رئاسة المجلس الانتقالي ورئاسة البلاد.
  - اندلاع أحداث عنف مسلحة واغتيالات وتخريب ممتلكات.
  - 29 يونيو اغتيال محمد بوضياف، رئيس الجمهورية، في عنابة.
- 1993 : وفاة أحمد وهبي بالجزائر العاصمة.
- 1994 :
  - 10 مارس، اغتيل عبد القادر علولة أحد الكتاب المسرحيين الجزائريين الأكثر شعبية
  - 29 سبتمبر اغتيال الشاب حسني الملقب ملك الراي في سن ال 26.
- 1995 :
  - وفاة الممثل المعروف سيراط بومدين ودفن في مقبرة عين البيضاء في وهران.
  - 30 حزيران تولي زروال رئاسة الجمهورية.
- 1999 :
  - إعلان الرئيس زروال عن تخليه عن السلطة وتنظيم انتحابات رئاسية مسبقة.
  - 27 ابريل فوز عبد العزيز بوتفليقة بالانتخابات الرئاسية المسبقة.

## هوامش ومراجع
1. ↑  Persée نسخة محفوظة 31 مارس 2014 على موقع واي باك مشين.